# بنه‌گز

تصویر ماهواره‌ای بنه گز (اسفند ۱۳۹۲)

بُنه‌گز، روستایی است از توابع بخش مرکزی شهرستان تنگستان استان بوشهر ایران.
روستای بُنه گَز جزء شمالی‌ترین روستاهای تابعه شهرستان تنگستان و در حدود سی کیلومتری شهر بوشهر قرار دارد.

## جمعیت
این روستا در دهستان باغک قرار داشته و بر اساس سرشماری رسمی ۱۳۹۰ جمعیت آن حدود ۳۳۰۵نفر (۸۹۷خانوار) بوده‌است. زبان مردم پارسی با لهجه محلی بوده و مذهب آن‌ها شیعه دوازده امامی می‌باشد.

## پیشینه
روستای بنه گز از دیر زمان جز روستاهای شناخته شده در تنگستان بوده‌است محمد علی خان سدید السلطنه کبابی که در سال ۱۳۲۲ قمری (حدود سالهای ۱۲۸۲ شمسی) از روستاهای تنگستان بازدید کرده از احوال برخی از روستاهای تنگستان از جمله بنه گز چنین یاد کرده‌است: «بنه گز تقریباً دویست خانوار و ششصد نفر نفوس شوند. قریب سیصد نفرشان سلاح ورزند پنجاه قبضه تفگ طراز جدید در آن دیده شود یک حسینیه در قریه موجود است. اجاره دیوان اینجا سیصد و هفتاد تومان است. نخلستانشان شاید چهار هزار اصله شود. شش خانه در قریه و چهار خانه در خارج قریه تعلق به روسا دارد و صاحب برج باشند.»